# Joey Miyashima
Joey Paul Miyashima (ur. 18 listopada 1957) – amerykański aktor japońskiego pochodzenia. Znany jest m.in. z roli Toshio w filmie Karate Kid II. Wystąpił w też w takich filmach jak W obronie życia, Wschodzące słońce, Con Air – lot skazańców, Postrzelone bliźniaki, Kruk 3: Zbawienie, Zostać koszykarką, Na torze, High School Musical, Randki w ciemno, Przeprowadzka McAllistera, High School Musical 3: Ostatnia klasa czy Tatastrofa, a także w takich serialach jak Doogie Howser, lekarz medycyny, Dotyk anioła, Partnerki, Everwood czy Ostry dyżur.